# Haplochromis orthostoma
Espèce
Statut de conservation UICN

 VU (needs updating) A1ace, B1+2ce : Vulnérable
Haplochromis orthostoma est une espèce de poissons téléostéens de la famille des Cichlidae.

## Répartition
Cette espèce est endémique du lac Nawampasa et du lac Kyoga en Ouganda.